# Atherix oculata
Atherix oculata är en tvåvingeart som först beskrevs av Fabricius 1805.  Atherix oculata ingår i släktet Atherix och familjen snäppflugor.
Artens utbredningsområde är Österrike. Inga underarter finns listade i Catalogue of Life.